# Level
De term level (niveau) wordt in veel rollenspellen en computerspellen gebruikt om bij te houden hoe ver een personage gevorderd is in het spel. Het is vaak een maat voor de hoeveelheid ervaring die het personage heeft opgedaan en de vaardigheden en andere eigenschappen die het heeft verkregen. Daarnaast verwijst het naar de wereld waarin het personage zich beweegt na het volbrengen van de nodige missies, dus naar het spellevel of spelniveau.

## Rollenspellen
Een personage verkrijgt meestal levels door het vergaren van ervaringspunten (Engels: experience points, vaak afgekort tot "XP" of soms "EP") tijdens het spel, waarbij bij het bereiken van bepaalde aantallen XP het level van het personage verhoogd wordt. De benodigde hoeveelheid XP verschilt per spel: zo beginnen in de huidige editie van Dungeons & Dragons alle personages op level 1 met 0 XP, en bereiken ze level 2 zodra ze 1.000 XP bereikt hebben, maar level 3 bij 3.000 XP (in totaal), en level 4 op 6.000 XP. In Rolemaster daarentegen krijgt een personage elke 10.000 XP een level erbij, ongeacht zijn of haar huidige level.
Veel rollenspellen gebruiken het concept van levels niet, omdat dit kunstmatig overkomt. De redenering is dat de personages in de spelwereld niet over zichzelf zeggen dat ze bijvoorbeeld "vierde level" zijn, want het level vloeit voort uit de spelregels en niet uit iets dat tastbaar of conceptueel in de wereld van het spel aanwezig is. Dit omdat levels gebaseerd worden op de verdiende ervaringspunten, en dat iets is waar spelers zich bewust van zijn, maar niet de personages. Een uitzondering hierop is Earthdawn. Dit spel gebruikt levels — cirkels genoemd — in zowel de spelregels als in de spelwereld. Hierdoor kan een personage dus over zichzelf zeggen dat hij een "derde cirkel troubadour" is. In dit spel is namelijk de relatie tussen ervaring en level op z'n kop gezet: het personage moet oefenen om een cirkel te bereiken in plaats van die automatisch te krijgen, en dus is het concept ook een realiteit van de spelwereld.

## Computerspellen algemeen
Vaak worden in spellen ook levels gebruikt, maar dan als maat van hoe ver de speler is in het spel. Elk level of veld is dan een wereld, gebied of onderdeel in het spel. Om door het spel te gaan en het uit te spelen, moet elk level uitgespeeld worden. Meestal worden de levels naarmate de speler vordert moeilijk om te bereiken en uit te spelen. Ook komen er vaak nieuwe onderdelen of vijanden voor, waardoor er meer variatie in het spel komt. 
In de meeste spellen zijn levels bij elkaar gegroepeerd in zogeheten werelden. Als de speler aan het eind van een wereld is, is er vaak een eindbaas. Dit is een vijand of tegenstander die extra moeilijk te verslaan is en vaak een bepaalde tactiek vereist om te kunnen overwinnen. Afhankelijk van het spel bestaat dit uit meerdere werelden of zelfs meerdere groepen werelden, waardoor een speler veel levels moet uitspelen voor hij het spel heeft uitgespeeld. 
Wat een level, wereld of onderdeel is, is heel erg afhankelijk van het spel. Er bestaat dus geen vaste definitie van een level en voor elk spel kan een level weer iets anders zijn. In veel platformspellen, first-person shooters en avonturenspellen lijken levels nog het meeste op het hierboven beschreven voorbeeld. Een ander voorbeeld zijn maps, zoals deze voorkomen in spellen van het type real-time strategy of turn-based strategy. Dit zijn letterlijk kaarten of gebieden waar de speler grondstoffen verzameld, gebouwen op bouwt en gevechten aangaat. Levels kunnen ook zeer klein zijn, zoals losse puzzels in een puzzelspel.